# Bólya Péter
Bólya Péter (Érsekújvár, 1944. június 27. – Budapest, 1993. szeptember 14.) magyar orvos, író.

## Életpályája
Orvosi egyetemre járt Szegeden és Budapesten, majd 1969-től gyakorló orvosként tevékenykedett 1983-ig, „s kitűnő diagnoszta hírében állott”. 1974 és 1976 között a Medicina egészségügyi kiadó felelős szerkesztője volt.
Különböző lapok (Új Tükör, Mi Világunk, Börtönújság) orvosi rovatait vezette. „Ezekben az írásokban sajátos stílust teremtett, amelyet aztán számosan megjelent szépirodalmi köteteiben hasznosított.”
A „Péterek” generációjához tartozott, „első könyveiben felcsillant valami a nemzedéki sztorikat krúdysan legendásító atmoszféra esélyeiből, de a pályája a lektűr felé kanyarodott el.” Nagy példányszámban (olykor olcsó füzetek alakjában) megjelent bűnügyi regényei, krimijei miatt – az olvasói siker ellenére – az irodalomkritika méltatlanul mellőzte.
Regényhőseinek sok olyan jellemzője van, melyek vélhetőleg önéletrajzi elemekből táplálkoznak, s „a megszenvedettségből következik bizonyos letisztultság is”.

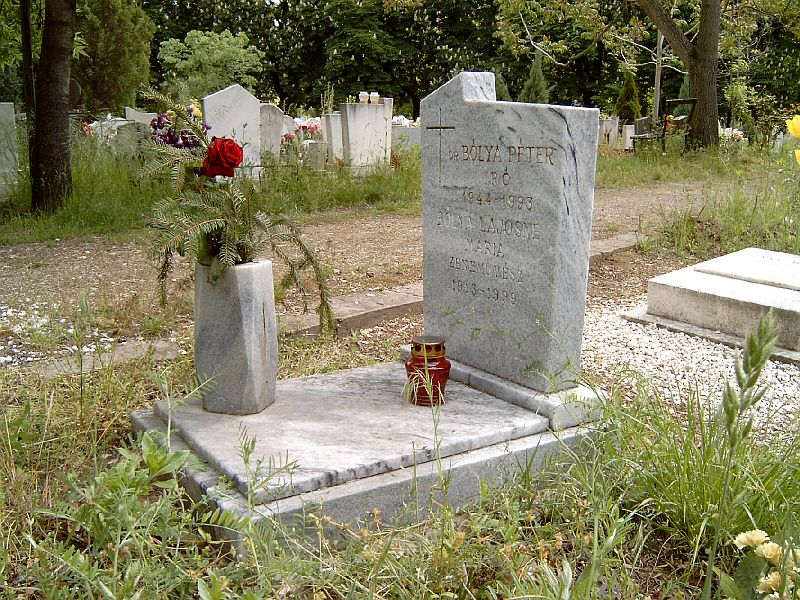
Bólya Péter sírja Budapesten. Új köztemető: 113/3-8-1

## Díjai, elismerései
- SZOT-ösztöndíj,
- TOT-ösztöndíj,
- Móricz Zsigmond-ösztöndíj (1976),
- Zrínyi Kiadó Nívódíja (1989).

## Művei
- Az eltűnt szoba (elbeszélések), 1975;
- A veréb századik lépése (kisregény), 1979;
- A felelős (novellaciklus), 1979;
- A védőirat (kisregény), 1981;
- Tűztalpak, 1981;
- Mindenhez közel (elbeszélések), 1983;
- Szüret – A veréb századik lépése – A védőirat (három kisregény), 1984;
- A vihar szeme (válogatott elbeszélések), 1984;
- Dr. B. P.: Jelentés. Új Tükör. Orvosi üzenetek; Kozmosz Könyvek, Bp., 1984
- Orvosi üzenetek (Válogatás az Új Tükör "Orvosi üzenetek" című rovatából), 1985;
- C-dúr, fisz-moll – Nyáridő (két regény), 1986;
- Külhon (regény), 1986;
- Vallomás bűnügyben (regény), 1986;
- Siker és siker (két kisregény: Olcsó B. János, Kolos), 1989;
- Szökési kísérlet (elbeszélések), 1989;
- Pohár a falon (kisregény), 1989;
- Éva nővér (regény), 1990;
- Piros sál a hulla nyakán (kisregény), 1992
- Sto vrabčích kroku / A veréb századik lépése; csehre ford. Ana Okrouhlá; Volvox Globator, Praha, 1998

## Idézetek
„Néhány tény:
1. Szekeresi író volt, kötetlen munkaidejű ember.
2. Úgy tanulta nagyapjától, hogy a napot fél deci pálinkával kell kezdeni, mert az kitisztítja a légutakat és eltávolítja az álom szennyét.
3. Ám a Rendelkezés értelmében 9 óráig semmilyen kocsma nem üzemel…
Következtetés:
Szekeresi kénytelen volt a közértben megvásárolni hajnali pálinkáját, s az utcán, üvegből elfogyasztani. (Hitt a nagyapjában, mert az öreg állva halt meg, mint a jegenyék.)” (Reggelek)
„Válságomat főleg az okozá, hogy én marha elhittem az ítészeknek, hogy az okoskodó, részletező, fecsegő próza a jó, amely nem szól semmiről, és magát avantgardnak csúfolja, nos, én is belekezdtem egy ilyenféle regénybe, ment is, mint a szapora… A századik oldal táján elolvastam, amit írtam, s gyorsan össze is téptem az egészet. Ha ott van akkor valamely avantgárd ítész, akkor az ő fülét is letépem.” (Mindig lesérülök)
„Higgye el, főorvos úr, már nagyjából belenyugodtam a helyzetembe. Semmi lényegesről nem maradok le, mondogattam magamban. Dolgozni fogok, sokat, jól, rengeteget, nagyszerűen – és időnként énekelni fogok egy félórácskát, hogy bebizonyítsam: megvan még a hangom.” (A síp)

## Emlékezete
- 2006-ban a NapSziget a Művészetekért Alapítvány Bólya Péterről elnevezett irodalmi díjat hozott létre, melyet 2007-től kezdve minden esztendőben március 1-jén adnak át a NapSziget folyóirat díjátadást megelőző évfolyamában közölt legkiemelkedőbb prózai alkotás szerzőjét jutalmazva vele. Bólya Péter-díjasok: Szappanos Gábor (2007), Botos Ferenc (2008), Merényi Krisztián (2010), Novák Imre (2011), Csomós Róbert (posztumusz, 2013), Paládi Zsolt (2014). A díjat az író leánya, Bólya Zsuzsanna adja át.

## Külső hivatkozások
- Péter Bólya lekár spisovateľ (szlovákul)